# Mladen Bojinović
Mladen Bojinović, född 17 januari 1977 i Banja Luka i dåvarande SFR Jugoslavien (nuvarande Bosnien och Hercegovina), är en serbisk tidigare handbollsspelare (vänsternia/mittnia). Han spelade 15 säsonger i franska högsta ligan och gjorde sig känd som notorisk målskytt. Totalt blev det 1 419 mål, vilket år 2018 var näst bäst genom tiderna i högsta serien efter franske vänstersexan Raphaël Caucheteux. Han blev fransk mästare elva gånger, flest gånger (nio) med Montpellier HB som han spelade med från 2002 till 2012.
2015 dömdes Bojinović tillsammans med 15 andra personer, däribland lagkamraterna Luka och Nikola Karabatić i PSG, för matchfixning av en seriematch 2012 med Montpellier HB. Bojinović dömdes till att betala den största bötessumman, 30 000 euro.

## Meriter i urval
- Fransk mästare: 11 (2003, 2004, 2005, 2006, 2008, 2009, 2010, 2011, 2012, 2013 och 2015)
- Champions League-mästare 2003 med Montpellier HB
- VM-brons 2001 med FR Jugoslaviens landslag